# Voleibol nos Jogos Olímpicos de Verão de 2012
As competições de voleibol nos Jogos Olímpicos de Verão de 2012 ocorreram entre 28 de julho e 12 de agosto. O local de disputas foi o Earls Court Exhibition Centre, em Londres, Reino Unido.

## Calendário
| Julho/Agosto | 25 | 26 | 27 | 28 | 29 | 30 | 31 | 1 | 2 | 3 | 4 | 5 | 6 | 7 | 8 | 9 | 10 | 11 | 12 |
| ------------ | -- | -- | -- | -- | -- | -- | -- | - | - | - | - | - | - | - | - | - | -- | -- | -- |
| Voleibol     |    |    |    |    |    |    |    |   |   |   |   |   |   |   |   |   | 1  | 1  |    |

|  | Dia de competição |  | Dia de final |

## Eventos

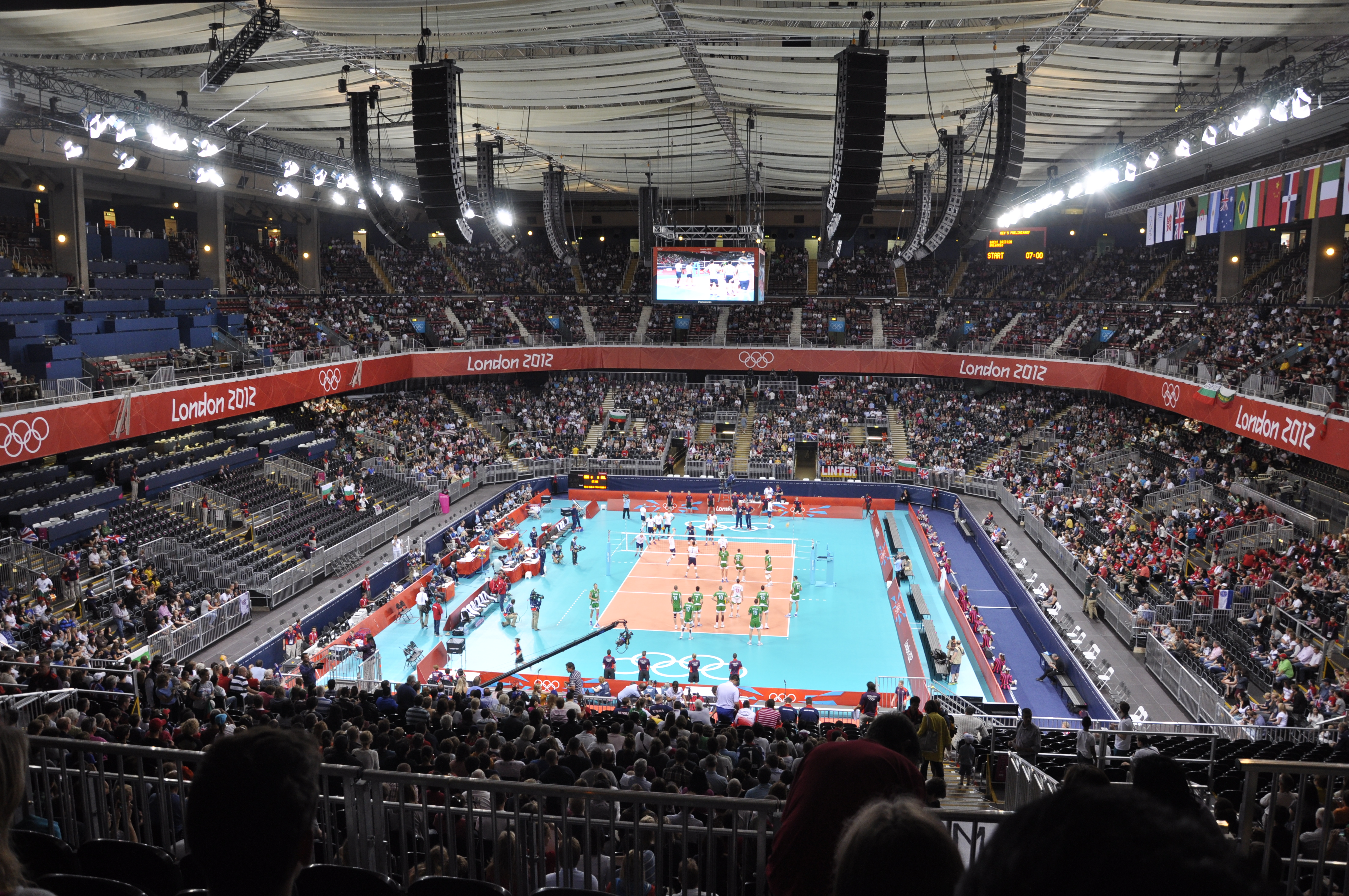
Earls Court Exhibition Centre, o local das competições de voleibol dos Jogos Olímpicos de 2012.

Dois eventos da modalidade distribuíram medalhas nos Jogos:
- Torneio masculino (12 equipes)
- Torneio feminino (12 equipes)

## Qualificação
Foi permitido a cada Comitê Olímpico Nacional competir com apenas um time em cada torneio (masculino e feminino).
Masculino
| Torneio de qualificação        | Data                                   | Sede           | Vagas | Qualificados              |
| ------------------------------ | -------------------------------------- | -------------- | ----- | ------------------------- |
| Copa do Mundo de 2011          | 20 de novembro – 4 de dezembro de 2011 | Japão          | 3     | Rússia · Polônia · Brasil |
| Pré-Olímpico da África         | 17 de janeiro – 21 de janeiro de 2012  | Camarões       | 1     | Tunísia                   |
| Pré-Olímpico da NORCECA        | 7–12 de maio de 2012                   | Estados Unidos | 1     | Estados Unidos            |
| Pré-Olímpico da Europa         | 8–13 de maio de 2012                   | Bulgária       | 1     | Itália                    |
| Pré-Olímpico da América do Sul | 11–13 maio de 2012                     | Argentina      | 1     | Argentina                 |
| Pré-Olímpico da Ásia1          | 2–10 de junho de 2012                  | Japão          | 1     | Austrália                 |
| Pré-Olímpico Mundial 11        | 2–10 de junho de 2012                  | Japão          | 1     | Sérvia                    |
| Pré-Olímpico Mundial 2         | 8–10 de junho de 2012                  | Alemanha       | 1     | Alemanha                  |
| Pré-Olímpico Mundial 3         | 8–10 de junho de 2012                  | Bulgária       | 1     | Bulgária                  |
| País-sede                      | –                                      | –              | 1     | Grã-Bretanha              |
| Total                          |                                        |                | 12    |                           |

Feminino
| Torneio de qualificação        | Data                                    | Sede    | Vagas | Qualificados                    |
| ------------------------------ | --------------------------------------- | ------- | ----- | ------------------------------- |
| Copa do Mundo de 2011          | 4–18 de novembro de 2011                | Japão   | 3     | Itália · Estados Unidos · China |
| Pré-Olímpico da África         | 1 de fevereiro – 4 de fevereiro de 2012 | Argélia | 1     | Argélia                         |
| Pré-Olímpico da Europa         | 1–6 de maio de 2012                     | Turquia | 1     | Turquia                         |
| Pré-Olímpico da NORCECA        | 27 de abril – 6 de maio de 2012         | México  | 1     | República Dominicana            |
| Pré-Olímpico da América do Sul | 9–13 de maio de 2012                    | Brasil  | 1     | Brasil                          |
| Pré-Olímpico da Ásia1          | 19–27 de maio de 2012                   | Japão   | 1     | Japão                           |
| Pré-Olímpico Mundial1          | 19–27 de maio de 2012                   | Japão   | 3     | Rússia · Coreia do Sul · Sérvia |
| País-sede                      | –                                       | –       | 1     | Grã-Bretanha                    |
| Total                          |                                         |         | 12    |                                 |

↑1  O Torneio Pré-Olímpico Mundial e o Asiático foram disputados simultaneamente.

## Medalhistas
| Evento             | Ouro | Prata | Bronze |
| ------------------ | --- | --- | --- |
| Masculino detalhes | Nikolay Apalikov Taras Khtey Sergey Grankin Sergey Tetyukhin Aleksandr Sokolov Yuri Berezhko Aleksandr Butko Dmitriy Muserskiy Dmitriy Ilinikh Maxim Mikhaylov Aleksandr Volkov Aleksey Obmochaev RUS Rússia | Bruno Rezende Wallace de Souza Sidnei dos Santos Júnior Leandro Vissotto Gilberto Godoy Filho Murilo Endres Sérgio Dutra Santos Thiago Alves Rodrigo Santana Lucas Saatkamp Ricardo Garcia Dante Amaral BRA Brasil | Cristian Savani Luigi Mastrangelo Simone Parodi Samuele Papi Michal Lasko Ivan Zaytsev Dante Boninfante Dragan Travica Alessandro Fei Emanuele Birarelli Andrea Bari Andrea Giovi ITA Itália |
| Feminino detalhes  | Fabiana Claudino Dani Lins Paula Pequeno Adenízia da Silva Thaísa Menezes Jaqueline Carvalho Fernanda Ferreira Tandara Caixeta Natália Pereira Sheilla Castro Fabiana de Oliveira Fernanda Garay BRA Brasil  | Danielle Scott-Arruda Tayyiba Haneef-Park Lindsey Berg Tamari Miyashiro Nicole Davis Jordan Larson Megan Hodge Christa Harmotto Logan Tom Foluke Akinradewo Courtney Thompson Destinee Hooker USA Estados Unidos   | Hitomi Nakamichi Yoshie Takeshita Mai Yamaguchi Erika Araki Kaori Inoue Maiko Kano Yuko Sano Ai Otomo Risa Shinnabe Saori Sakoda Yukiko Ebata Saori Kimura JPN Japão                         |

## Quadro de medalhas
| Ordem | País               | Medalha de ouro | Medalha de prata | Medalha de bronze |   | Ordem por total |
| ----- | ------------------ | --------------- | ---------------- | ----------------- | - | --------------- |
| 1     | BRA Brasil         | 1               | 1                |                   | 2 | 1               |
| 2     | RUS Rússia         | 1               |                  |                   | 1 | 2               |
| 3     | USA Estados Unidos |                 | 1                |                   | 1 | 2               |
| 4     | ITA Itália         |                 |                  | 1                 | 1 | 2               |
|       | JPN Japão          |                 |                  | 1                 | 1 | 2               |
| TOTAL | TOTAL              | 2               | 2                | 2                 | 6 | —               |